# WTA Challenger de Hua Hin
O WTA Challenger de Hua Hin – ou WTA EA Hua Hin Championship, na última edição – foi um torneio de tênis profissional feminino, de nível WTA 125K.
Realizado em Hua Hin, na Tailândia, estreou em 2015 e durou duas edições, com hiato em 2016 por causa da morte do rei da Tailândia. Os jogos eram disputados em quadras de duras durante o mês de novembro.

## Finais

### Simples
| Ano                           | Campeã             | Vice-campeã  | Resultado      |
| ----------------------------- | ------------------ | ------------ | -------------- |
| 2017                          | Belinda Bencic     | Hsieh Su-wei | 6–3, 6–4       |
| Torneio não realizado em 2016 |                    |              |                |
| 2015                          | Yaroslava Shvedova | Naomi Osaka  | 6–4, 86–7, 6–4 |

### Duplas
| Ano                           | Campeãs                  | Vice-campeãs                          | Resultado |
| ----------------------------- | ------------------------ | ------------------------------------- | --------- |
| 2017                          | Duan Yingying Wang Yafan | Dalila Jakupović Irina Khromacheva    | 6–3, 6–3  |
| Torneio não realizado em 2016 |                          |                                       |           |
| 2015                          | Liang Chen Wang Yafan    | Varatchaya Wongteanchai Yang Zhaoxuan | 6–3, 6–4  |